# Tono (intervalo musical)
El tono es un  intervalo musical que en el sistema temperado es igual a un sexto de octava. La mitad de un tono es un semitono y equivale a un doceavo de octava. En cualquier escala procedente de los modos gregorianos existen 5 tonos que alternan con semitonos siguiendo una secuencia característica de dicha escala. Por ejemplo, la escala diatónica mayor (modo jónico) sigue la secuencia T-T-S-T-T-T-S.

## El tamaño del tono (como intervalo) en los distintos sistemas  deafinación
En el sistema de Pitágoras, si se evita la quinta del lobo, existe una sola clase de tono, el que consta de dos quintas (menos una octava):
Su relación de frecuencias es de 9:8, igual al tono grande que existe entre los armónicos 9 y 8 de la serie armónica. Este tono es mayor que un sexto de octava, concretamente 203,90 cents (1 cent = 1/100 de semitono temperado). Dos tonos pitagóricos forman el ditono, una tercera mayor excesivamente grande.
En el sistema justo existen dos clases de tono, el tono mayor de 9:8 que es como el de Pitágoras, y el tono menor de 10:9 que es como el tono pequeño que hay entre los armónicos 10 y 9 de la serie armónica. Este tono pequeño tiene 182,40 cents. Un tono mayor más un tono menor forman una tercera mayor justa de relación 5:4.
La diferencia entre el tono mayor y el tono menor del sistema justo, se llama coma sintónica y su relación de frecuencias es de 81:80, siendo esta diferencia muy pequeña pero audible.
En el sistema de afinación mesotónico mayor de 1/4 
de coma, todos los tonos son iguales y de una magnitud intermedia (de ahí su nombre) entre los tonos grande y pequeño del sistema justo. El tono mesotónico tiene 193,20 cents y es la mitad exacta de la tercera mayor justa de 5:4..
Tanto en los sistemas justos como en los mesotónicos existe una quinta del lobo muy grande (así como en el sistema de Pitágoras era muy pequeña) que se evita sistemáticamente cuando se forman intervalos por medio del encadenamiento de quintas. Por ello los tipos de tono viables son exclusivamente aquellos que no llevan en su composición esta quinta especial.
En el sistema de afinación llamado temperamento igual de 1/12 de octava, todos los tonos son iguales. En este sistema no existe una quinta del lobo y el tono es igual a un sexto de octava, de razón {\displaystyle {\sqrt[{6}]{2}}} y de una magnitud igual a 200 cents. Este es el sistema que se usa para afinar el piano y supone un compromiso entre una buena afinación y la posibilidad de modular a cualquier tonalidad en un instrumento de afinación fija.